# Amigny-Rouy
Pour les articles homonymes, voir Amigny (homonymie) et Rouy (homonymie).
Amigny-Rouy est une commune française située dans le département de l'Aisne en région Hauts-de-France.

## Géographie
Située dans la région des Hauts-de-France à 89 mètres d'altitude, Amigny-Rouy est une commune entourée de Condren, Barisis-aux-Bois et Servais. Elle est traversée par deux principaux cours d'eau : la rivière l'Oise ainsi que le Ruisseau de Servais. 

### Communes limitrophes
|         | Condren          |         |
| Sinceny | Amigny-Rouy      | Servais |
|         | Barisis-aux-Bois |         |

### Hydrographie

#### Réseau hydrographique
La commune est située dans le bassin Seine-Normandie. Elle est drainée par l'Oise, le Rieu, le ru de Greves, le ruisseau de Servais, le cours d'eau 01 de la Flandre, le cours d'eau 01 des Bouillards, le cours d'eau 04 de la commune de Amigny-Rouy, le fossé 01 des Prés à Paris, le fossé 02 de la commune d'Amigny-Rouy, le fossé 03 de la commune d'Amigny-Rouy, le fossé 03 des Prés à Paris, le fossé de la Langue des Triches, le canal 01 de la commune de Amigny-Rouy et divers bras du Servais,,.
L'Oise prend sa source en Belgique, à 309 mètres d'altitude, dans l'ancienne commune de Forges et se jette dans la Seine à 20 mètres d'altitude, au Pointil en rive droite et en aval du centre de Conflans-Sainte-Honorine dans le département des Yvelines. D'une longueur 341 kilomètres, elle est presque entièrement navigable et bordée de canaux sur 104 kilomètres. Les caractéristiques hydrologiques de l'Oise sont données par la station hydrologique située sur la commune de Condren. Le débit moyen mensuel est de 33,2 m3/s. Le débit moyen journalier maximum est de 307 m3/s, atteint lors de la crue du 23 décembre 1993. Le débit instantané maximal est quant à lui de 317 m3/s, atteint le même jour.
Le Rieu, d'une longueur de 11 km, prend sa source dans la commune de Remigny et se jette  dans l'Oise (rive gauche) à Tergnier, après avoir traversé cinq communes.
Le ru de Greves, d'une longueur de 10 km, prend sa source dans la commune  et se jette  dans l'Ailette à Bichancourt, après avoir traversé six communes.
Le ruisseau de Servais, d'une longueur de 17 km, prend sa source dans la commune de Septvaux et se jette  dans l'Oise (rive gauche) sur la commune, après avoir traversé sept communes.

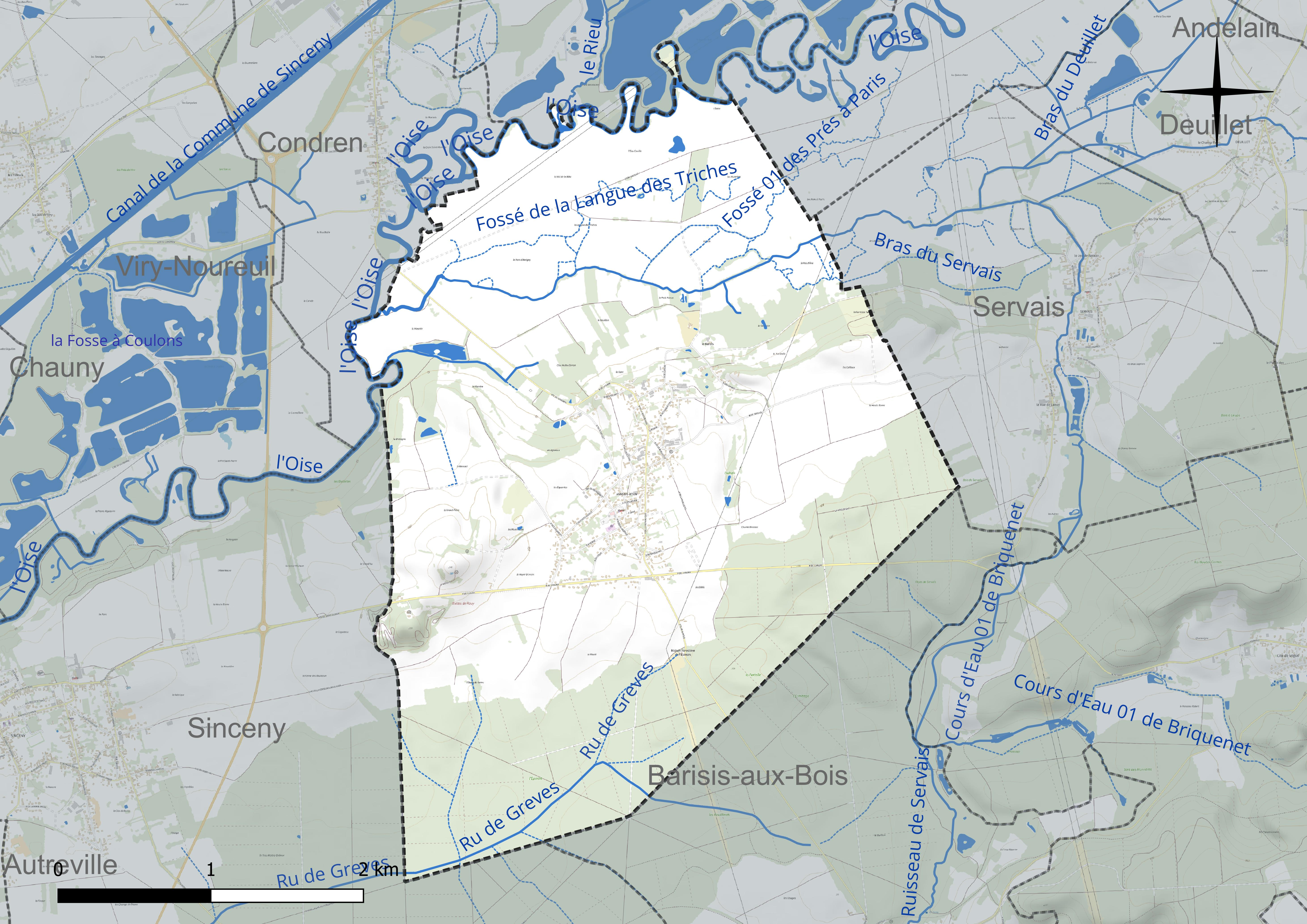
Réseau hydrographique d'Amigny-Rouy.

#### Gestion et qualité des eaux
Le territoire communal est couvert par le schéma d'aménagement et de gestion des eaux (SAGE) « Oise moyenne ». Ce document de planification concerne un territoire de 1 013 km2 de superficie, délimité par le bassin versant de l'Oise moyenne. Le périmètre a été arrêté le 24 avril 2017 et le SAGE est, en 2024, encore en élaboration. La structure porteuse de l'élaboration et de la mise en œuvre est le syndicat mixte du SAGE Oise-Moyenne (SMOM).
La qualité des cours d'eau peut être consultée sur un site spécial géré par les agences de l'eau et l'Agence française pour la biodiversité.

### Climat
Pour des articles plus généraux, voir Climat des Hauts-de-France et Climat de l'Aisne.
En 2010, le climat de la commune est de type climat océanique dégradé des plaines du Centre et du Nord, selon une étude du CNRS s'appuyant sur une série de données couvrant la période 1971-2000. En 2020, Météo-France publie une typologie des climats de la France métropolitaine dans laquelle la commune est exposée à un climat océanique altéré et est dans la région climatique Nord-est du bassin Parisien, caractérisée par un ensoleillement médiocre, une pluviométrie moyenne régulièrement répartie au cours de l'année et un hiver froid (3 °C).
Pour la période 1971-2000, la température annuelle moyenne est de 10,5 °C, avec une amplitude thermique annuelle de 15,1 °C. Le cumul annuel moyen de précipitations est de 732 mm, avec 11,9 jours de précipitations en janvier et 8,6 jours en juillet. Pour la période 1991-2020, la température moyenne annuelle observée sur la station météorologique la plus proche, située sur la commune de Chauny à 6 km à vol d'oiseau, est de 11,1 °C et le cumul annuel moyen de précipitations est de 709,9 mm,. Pour l'avenir, les paramètres climatiques de la commune estimés pour 2050 selon différents scénarios d'émission de gaz à effet de serre sont consultables sur un site spécial publié par Météo-France en novembre 2022.

## Urbanisme

### Typologie
Au 1er janvier 2024, Amigny-Rouy est catégorisée bourg rural, selon la nouvelle grille communale de densité à 7 niveaux définie par l'Insee en 2022.
Elle est située hors unité urbaine. Par ailleurs la commune fait partie de l'aire d'attraction de Chauny, dont elle est une commune de la couronne,. Cette aire, qui regroupe 23 communes, est catégorisée dans les aires de moins de 50 000 habitants,.

### Occupation des sols
L'occupation des sols de la commune, telle qu'elle ressort de la base de données européenne d'occupation biophysique des sols Corine Land Cover (CLC), est marquée par l'importance des territoires agricoles (65 % en 2018), une proportion sensiblement équivalente à celle de 1990 (65,7 %). La répartition détaillée en 2018 est la suivante : 
prairies (33 %), terres arables (30,5 %), forêts (29,2 %), zones urbanisées (5,5 %), zones agricoles hétérogènes (1,5 %), eaux continentales (0,3 %).
L'évolution de l'occupation des sols de la commune et de ses infrastructures peut être observée sur les différentes représentations cartographiques du territoire : la carte de Cassini (XVIIIe siècle), la carte d'état-major (1820-1866) et les cartes ou photos aériennes de l'IGN pour la période actuelle (1950 à aujourd'hui).

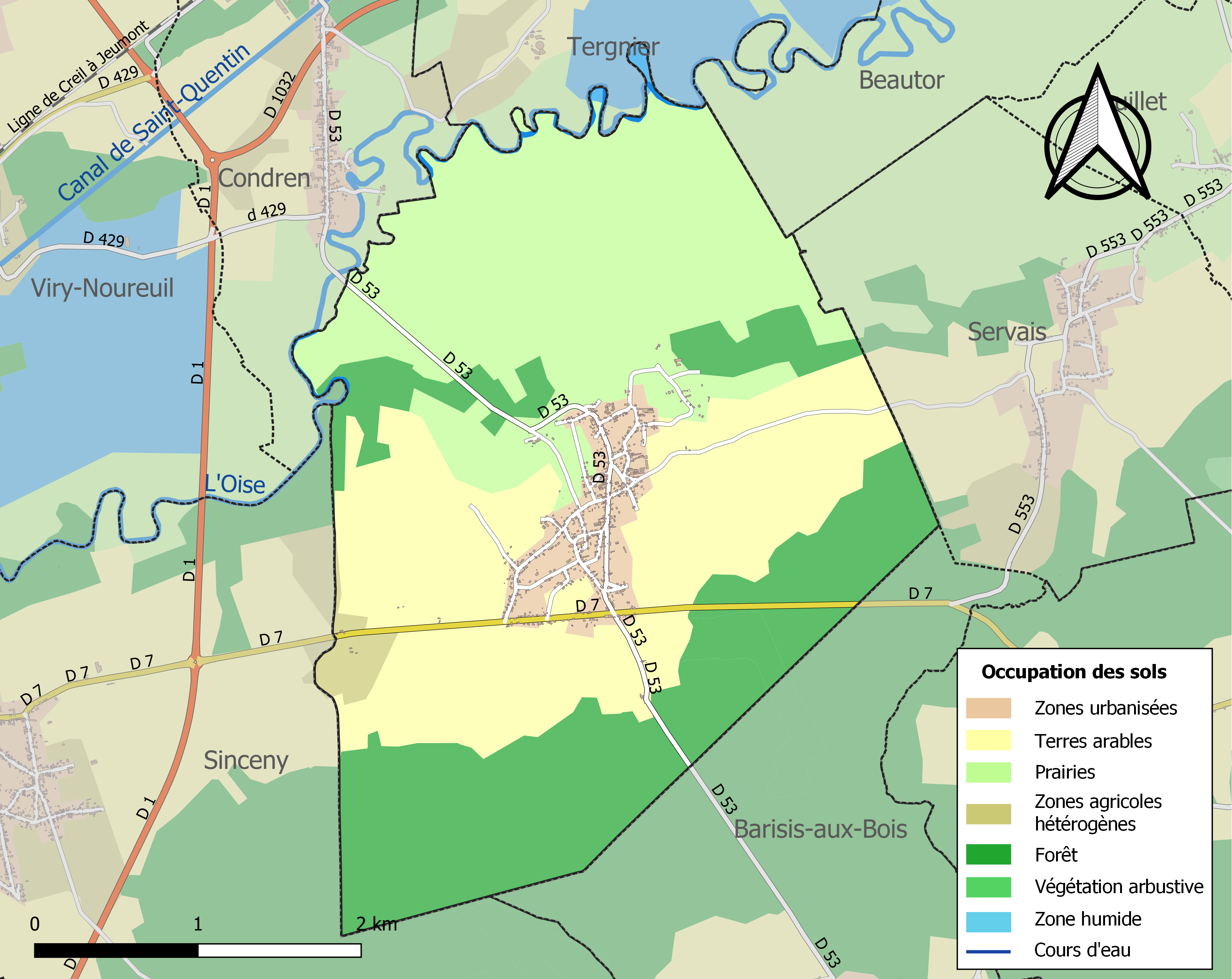
Carte des infrastructures et de l'occupation des sols de la commune en 2018 (CLC).

## Toponymie

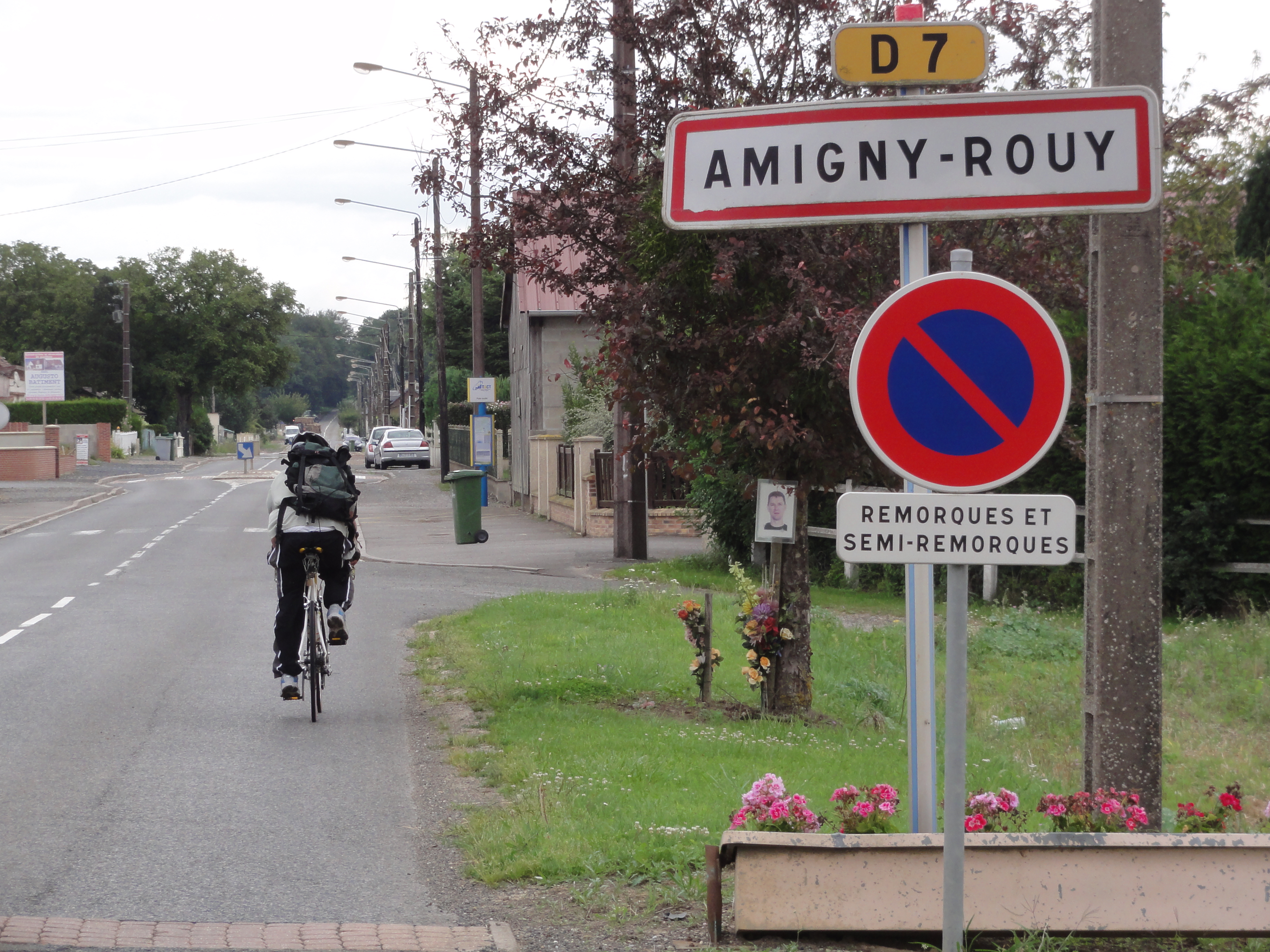
Entrée d'Amigny-Rouy.

Le nom de la localité est attesté sous les formes :
Amigny : A miniacus fiscus (877) ; Ainiacus et Ameni (1189) ; Amigni (1210), Ameingi  (1210) ; Amigni (1210) ; Ameigni (1241) ; Amigniacum (1261) ; Amigny-Roy (1411) ; Amigny (1498) ; Amegni (1507) ; Amigny-et-Rouy (1568) ; Amigny-lez-Chauny (1677).

Il semble que ce toponyme soit lié aux espaces marécageux et milieux humides caractéristiques de ce terroir.
Rouy : Roeium en 1027 ; Roi (1197) ; Roy (1210) ; Rouy-près-Chauny (1554).

Le nom de l'ancien hameau de la commune serait issu de l'activité du rouissage du chanvre. Cette dénomination remonterait à l'époque gauloise.

## Politique et administration

### Découpage territorial
La commune d'Amigny-Rouy est membre de la communauté d'agglomération Chauny-Tergnier-La Fère, un établissement public de coopération intercommunale (EPCI) à fiscalité propre créé le 1er janvier 2017 dont le siège est à Chauny. Ce dernier est par ailleurs membre d'autres groupements intercommunaux.
Sur le plan administratif, elle est rattachée à l'arrondissement de Laon, au département de l'Aisne et à la région Hauts-de-France. Sur le plan électoral, elle dépend du  canton de Chauny pour l'élection des conseillers départementaux, depuis le redécoupage cantonal de 2014 entré en vigueur en 2015, et de la quatrième circonscription de l'Aisne  pour les élections législatives, depuis le dernier découpage électoral de 2010.

### Administration municipale
| Période      | Période                       | Identité         | Étiquette | Qualité                                     |
| ------------ | ----------------------------- | ---------------- | --------- | ------------------------------------------- |
| 1945         | 1947                          | Philemon Rousset |           |                                             |
| 1947         | 1949                          | Henry Triou      |           |                                             |
| 1949         | 1950                          | Paul Demilly     |           |                                             |
| 1950         | 1971                          | René Carpentier  |           |                                             |
| 1971         | 1977                          | Odette Gomont    |           |                                             |
| 1977         | 1983                          | Marceau Lecoeur  |           |                                             |
| 1983         | 1989                          | Hubert De Wilde  |           |                                             |
| 1989         | mars 2001                     | Michel Valeggi   |           |                                             |
| mars 2001    | janvier 2019 (Décès)          | André Didier     | DVD       | Retraité Fonction publique,                 |
| janvier 2019 | mars 2019                     | Suzelle Delpouve |           | Seconde adjointe et maire par intérim       |
| mars 2019    | En cours (au 11 juillet 2020) | Joël Duhénoy     |           | Entrepreneur Réélu pour le mandat 2020-2026 |

## Démographie
L'évolution du nombre d'habitants est connue à travers les recensements de la population effectués dans la commune depuis 1793. Pour les communes de moins de 10 000 habitants, une enquête de recensement portant sur toute la population est réalisée tous les cinq ans, les populations de référence des années intermédiaires étant quant à elles estimées par interpolation ou extrapolation. Pour la commune, le premier recensement exhaustif entrant dans le cadre du nouveau dispositif a été réalisé en 2005.

En 2022, la commune comptait 710 habitants, en évolution de −4,18 % par rapport à 2016 (Aisne : −1,97 %, France hors Mayotte : +2,11 %).
| 1793  | 1800  | 1806  | 1821  | 1831  | 1836  | 1841  | 1846  | 1851  |
| ----- | ----- | ----- | ----- | ----- | ----- | ----- | ----- | ----- |
| 1 450 | 1 616 | 1 447 | 1 431 | 1 498 | 1 513 | 1 495 | 1 455 | 1 370 |

| 1856  | 1861  | 1866  | 1872  | 1876 | 1881 | 1886 | 1891 | 1896 |
| ----- | ----- | ----- | ----- | ---- | ---- | ---- | ---- | ---- |
| 1 219 | 1 136 | 1 090 | 1 007 | 962  | 872  | 866  | 781  | 777  |

| 1901 | 1906 | 1911 | 1921 | 1926 | 1931 | 1936 | 1946 | 1954 |
| ---- | ---- | ---- | ---- | ---- | ---- | ---- | ---- | ---- |
| 749  | 720  | 662  | 396  | 627  | 495  | 464  | 540  | 512  |

| 1962 | 1968 | 1975 | 1982 | 1990 | 1999 | 2005 | 2006 | 2010 |
| ---- | ---- | ---- | ---- | ---- | ---- | ---- | ---- | ---- |
| 504  | 546  | 515  | 622  | 693  | 626  | -    | 706  | 731  |

| 2015 | 2020 | 2022 | - | - | - | - | - | - |
| ---- | ---- | ---- | - | - | - | - | - | - |
| 740  | 721  | 710  | - | - | - | - | - | - |

## Culture locale et patrimoine

### Lieux et monuments
- Église Saint-Quentin d'Amigny-Rouy.
- Monument aux morts.
- Calvaire.
- Ancienne gare du  tramway de Tergnier à Anizy - Pinon.

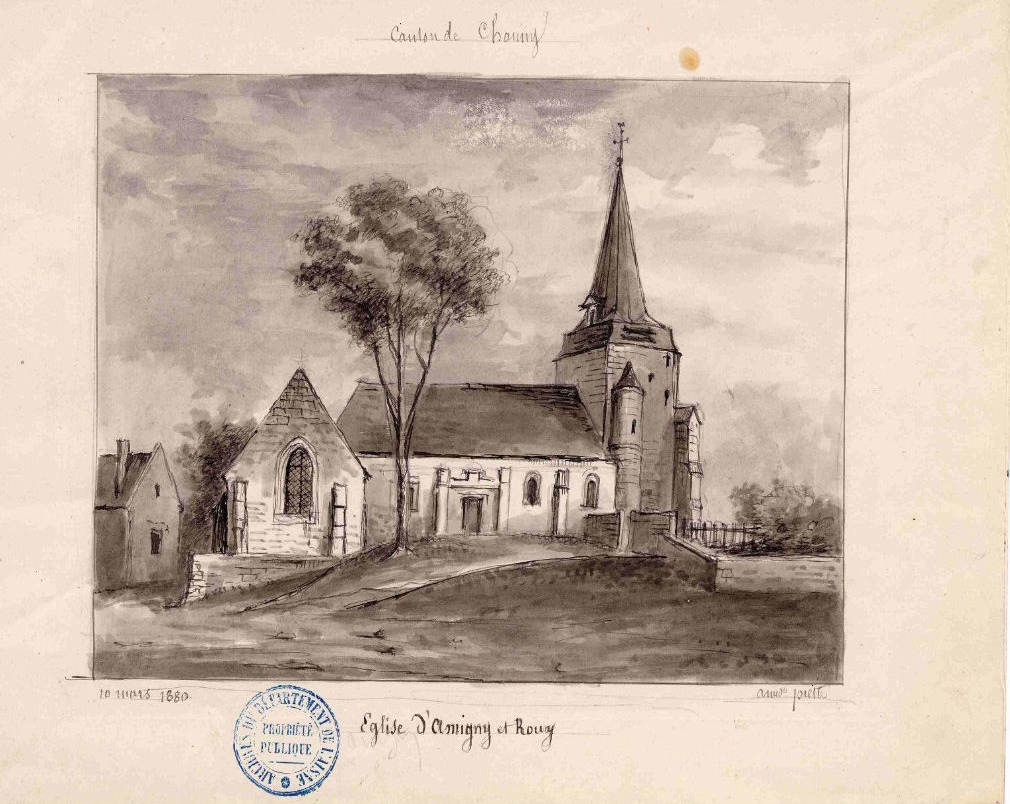
Dessin de l'église en 1880 par Amédée Piette (1808-1883).
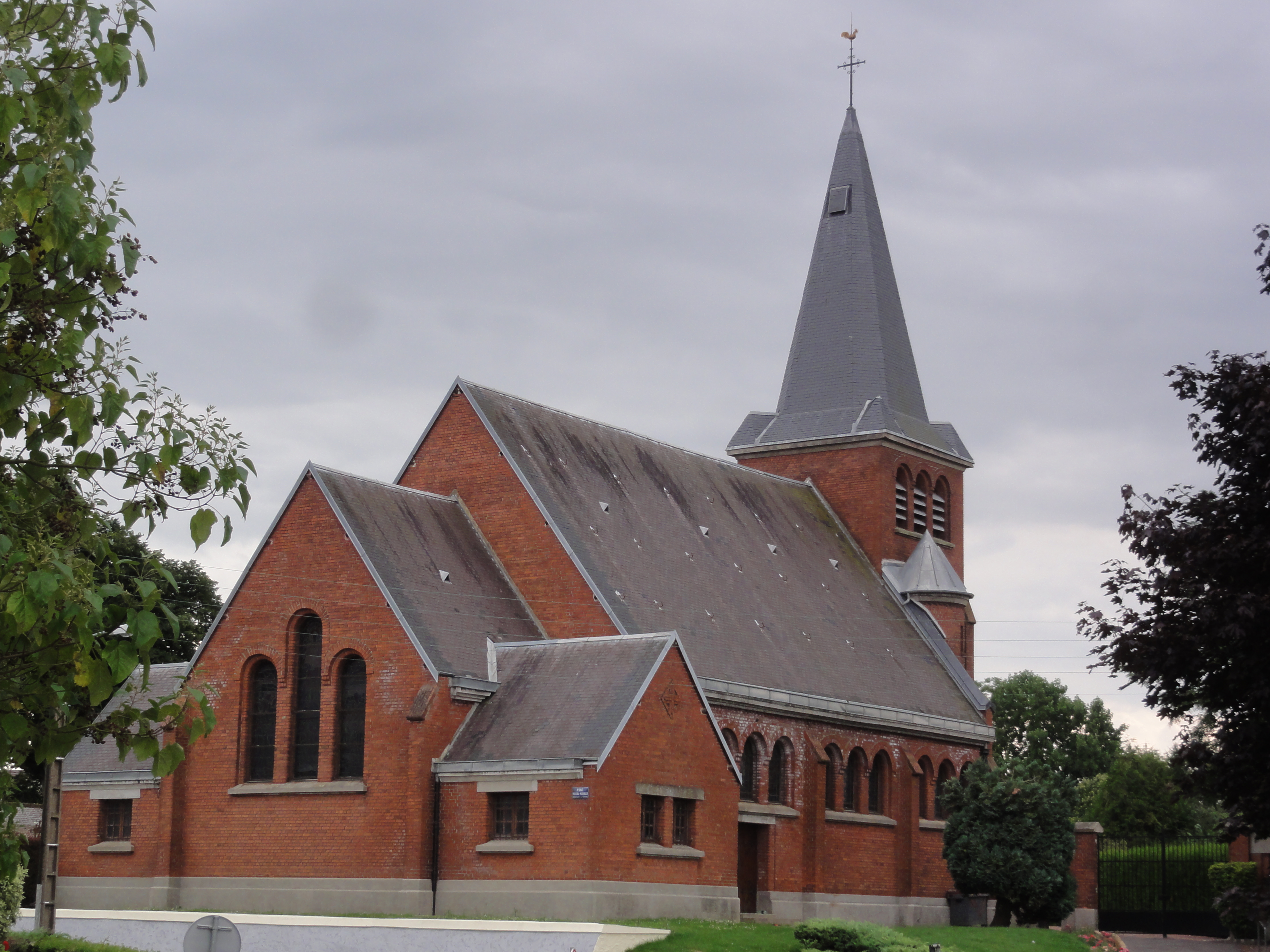
Église Saint-Quentin.
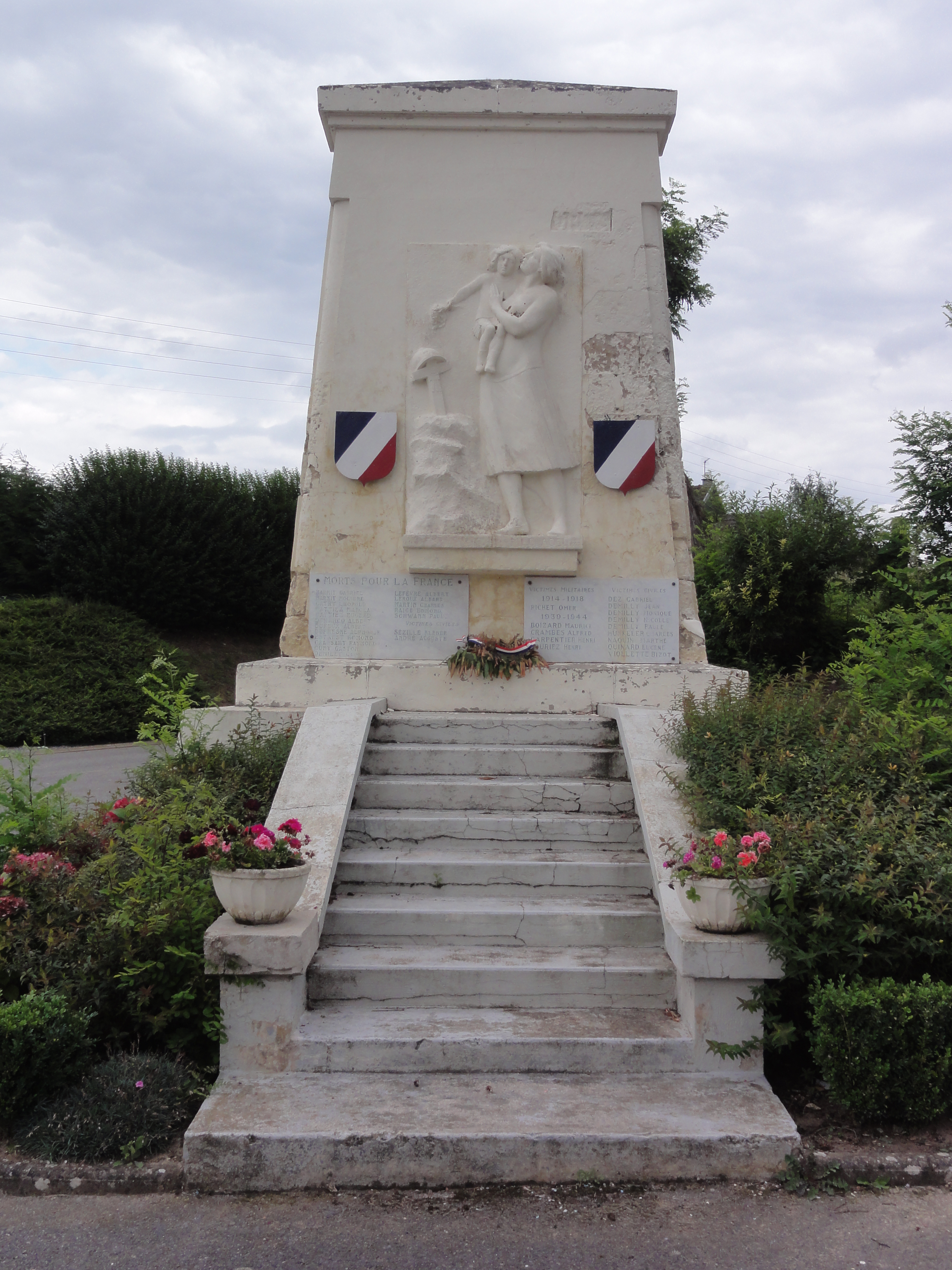
Monument aux morts.
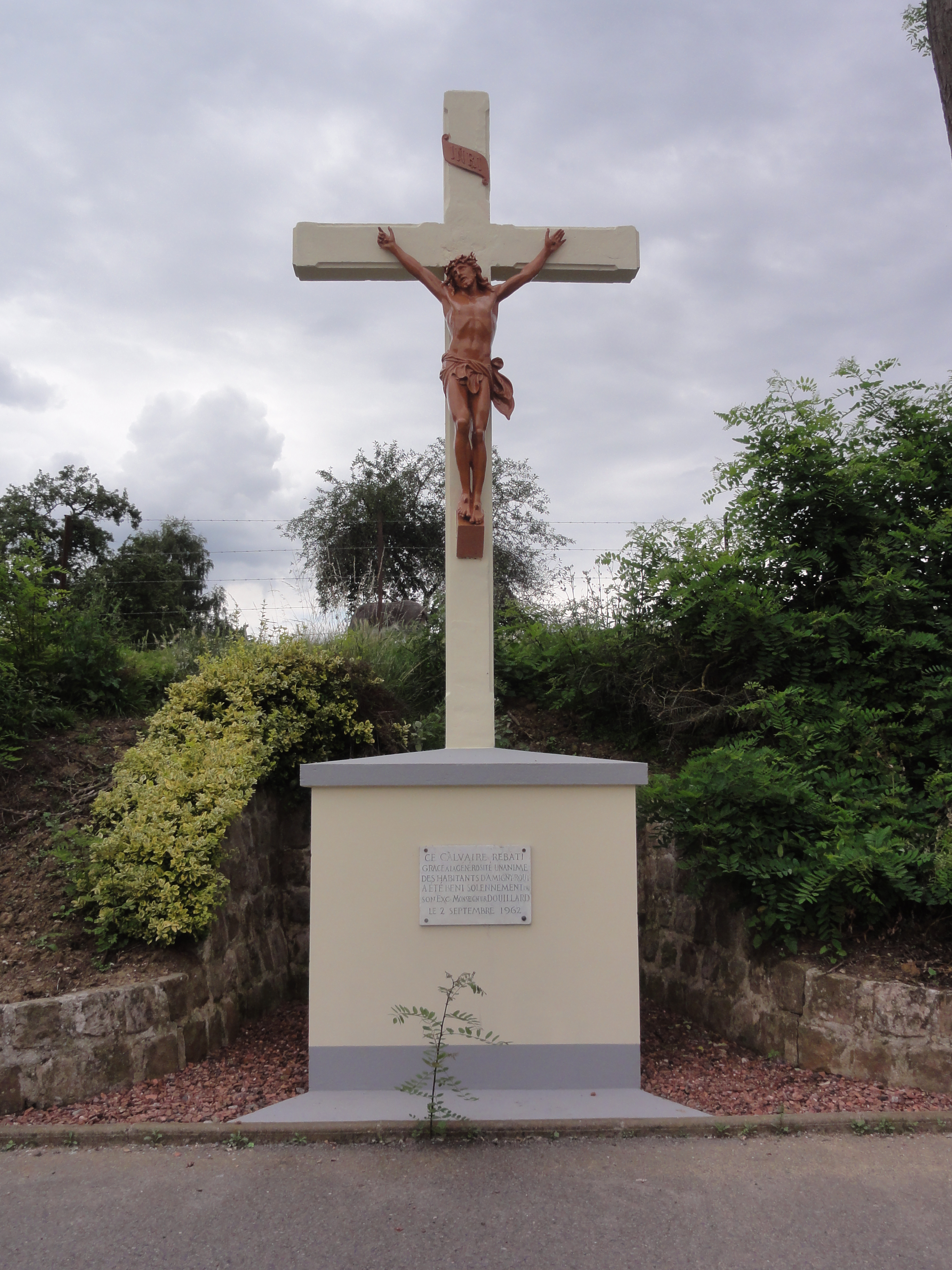
Calvaire.
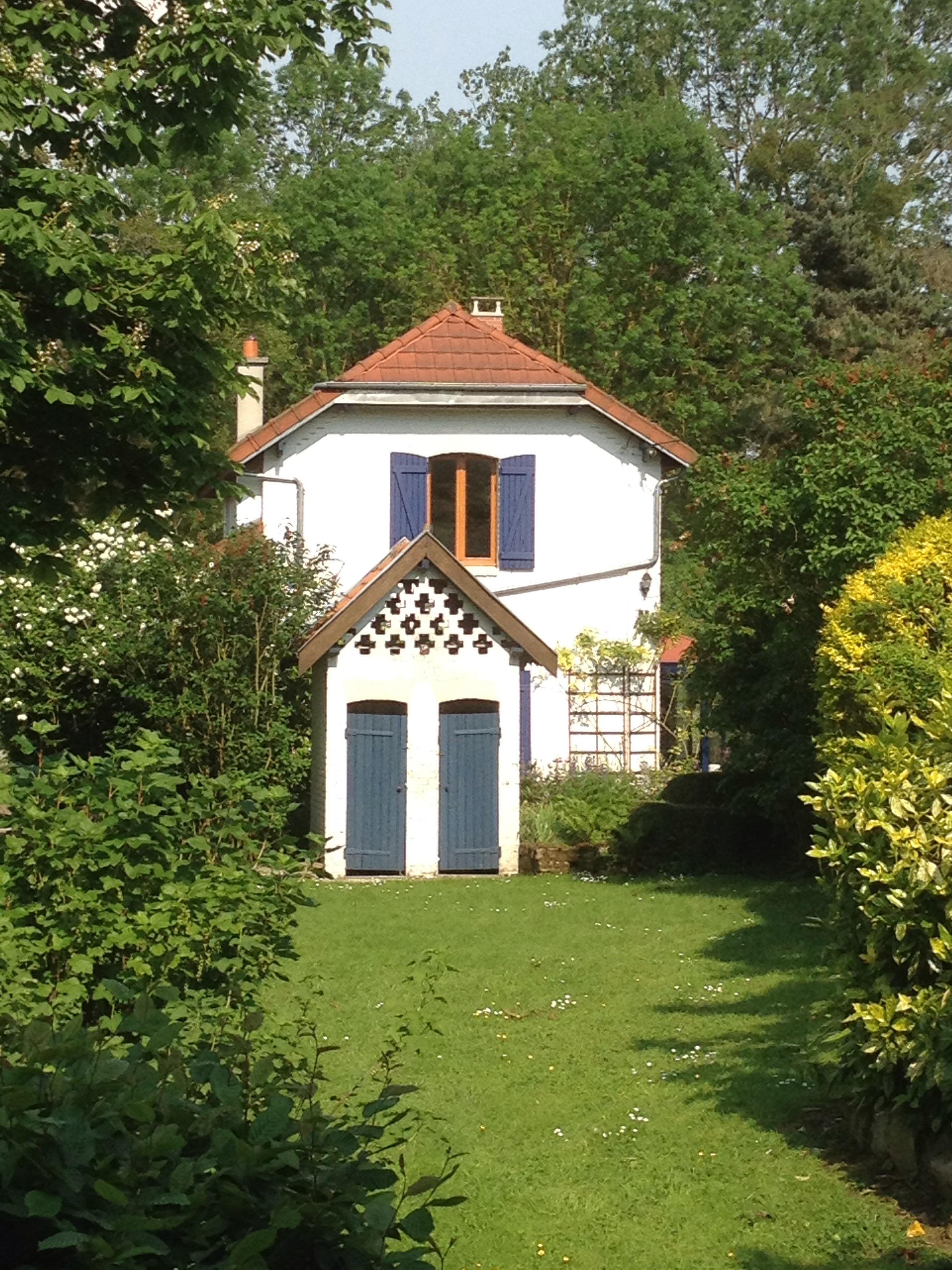
Ancienne gare de tramway.

### Personnalités liées à la commune
- Gédéon Poizot, lieutenant FFI, né le 26 juin 1907 à Amigny-Rouy et décédé le 10 août 1944, à l'orée du bois de Busigny, alias « Poulain-Germain », héros et martyr de la Résistance (maquis de Mazinghem), massacré le 10 août 1944 par la milice de Vichy[44].
- Lieutenant Élisée Alban Darthenay, né le 3 janvier 1913 à Montrouge, saint-cyrien de la promotion Lyautey (1935-1937). Lieutenant au 4e R.I.M. d'Auxerre, il est en repos instruction avec son bataillon à Amigny-Rouy du 23 octobre 1939 au 10 mai 1940. Il se marie à Nuits-Saint-Georges le 3 janvier 1940, et son épouse le rejoint en cachette de l'autorité militaire à Amigny-Rouy. Il est cité à l'ordre de la division et reçoit la Croix de guerre pour sa valeur aux combats de la défense des ponts d'Haubourdin aux abords de Lille du 28 au 31 mai 1940. Fait prisonnier à Hoyeverda, il échoue par deux fois à s'en évader, est muté à la forteresse disciplinaire de Colditz dont il s'évade le 6 juillet 1943. En décembre, il se met à disposition de la Résistance à Lyon, affecté au F.F.I de Bourg-en-Bresse en janvier 1944. Début février, il est chef de maquis dans l'Armée secrète du Jura. Arrêté le 7 avril par la Gestapo, torturé jusqu'au 11 avril, il ne parle pas. Son silence a sauvé 800 maquisards, dont le colonel Romans-Petit chef de l'Armée secrète d'Ain et Savoie. Il laisse deux orphelines. Le 26 avril 1945, le général de Gaulle le fait chevalier de la Légion d'honneur. En 1974, une promotion de Saint-Cyr porte son nom, en hommage à ce héros de la guerre 1939-1945, de la Résistance, qui n'eut que cinq mois de vie de famille, qu'il passa clandestinement à Amigny-Rouy.

### Activités associatives, culturelles, festives et sportives
- Club de football[45].

### Héraldique
| Blason de Amigny-Rouy | Blason  | D'or à la barre échiquetée à plomb d'argent et d'azur de six tires, accompagnée de trois hures de sanglier de sable défendues d'argent et arrachées de gueules en chef, et d'une croisette ancrée du même en pointe. Ornements extérieursCroix de guerre 1914-1918 |
| Blason de Amigny-Rouy | Détails | Blason adopté par la municipalité en 2002. |

## Pour approfondir